# Casa pairal (Claret)
La Casa pairal és una obra de Tremp (Pallars Jussà) protegida com a Bé Cultural d'Interès Local.

## Descripció
La Casa Pairal es troba en el petit nucli abandonat de Claret amb la façana principal que comunica amb la Plaça Major. Originàriament fou construïda entre mitgeres però degut a modificacions posteriors presenta una disposició a quatre vents i tres nivells d'alçat, planta baixa i dos pisos. El pis superior és de factura contemporània.
Edifici fet de pedra i en algunes de les seves parts, arrebossat. El portal d'accés, de mig punt i adovellat, està situat a la façana que comunica amb la Plaça Major. En aquesta mateixa façana destaquen altres elements com la finestra balconera situada sobre el portal, amb dues mènsules decorades amb rosetes encerclades en relleu sota la volada de pedra i un pedrís corregut al llarg de la façana. La resta de la construcció es caracteritza per presentar els paraments de pedra vista.